# Jatropha botswanica
Jatropha botswanica är en törelväxtart som beskrevs av Radcl.-sm.. Jatropha botswanica ingår i släktet Jatropha och familjen törelväxter.
Artens utbredningsområde är Botswana. Inga underarter finns listade i Catalogue of Life.